# Paul Biligha
Paul Biligha, né le 31 mai 1990, à Pérouse, en Italie, est un joueur italien de basket-ball. Il évolue au poste de pivot.

## Carrière
En juillet 2019, Biligha rejoint l'Olimpia Milan avec lequel il signe un contrat sur trois saisons.

## Palmarès
- Vainqueur de la coupe d'Italie 2021 et 2022
- Champion d'Italie 2018-2019
- Coupe d'Europe FIBA 2017-2018